# Letter to You
Albums de Bruce Springsteen
Western Stars
(2019) Only the Strong Survive
(2022)
Singles
1. Letter to You
Sortie : 10 septembre 2020
2. Ghosts
Sortie : 24 septembre 2020

Letter to You est le 20e album studio du chanteur américain Bruce Springsteen sorti le 23 octobre 2020.
Bruce Springsteen a composé les nouvelles chansons en deux semaines et enregistré l'album en quatre jours en novembre 2019 dans les conditions du live avec le E Street Band dans son studio à Colts Neck dans le New Jersey,.

## Liste des titres
Toutes les chansons sont écrites et composées par Bruce Springsteen.
| No  | Titre                       | Durée |
| --- | --------------------------- | ----- |
| 1.  | One Minute You're Here      | 2:57  |
| 2.  | Letter to You               | 4:55  |
| 3.  | Burnin' Train               | 4:03  |
| 4.  | Janey Needs a Shooter       | 6:49  |
| 5.  | Last Man Standing           | 4:05  |
| 6.  | The Power of Prayer         | 3:36  |
| 7.  | House of a Thousand Guitars | 4:30  |
| 8.  | Rainmaker                   | 4:56  |
| 9.  | If I Was the Priest         | 6:51  |
| 10. | Ghosts                      | 5:54  |
| 11. | Song for Orphans            | 6:13  |
| 12. | I'll See You in My Dreams   | 3:29  |

## Classements hebdomadaires
| Classement (2020)                  | Meilleure position |
| ---------------------------------- | ------------------ |
| Allemagne (Media Control AG)       | 2                  |
| Australie (ARIA)                   | 1                  |
| Autriche (Ö3 Austria Top 40)       | 1                  |
| Belgique (Flandre Ultratop)        | 1                  |
| Belgique (Wallonie Ultratop)       | 3                  |
| Canada (Canadian Albums Chart)     | 2                  |
| Danemark (Tracklisten)             | 1                  |
| Écosse (OCC)                       | 1                  |
| Espagne (Promusicae)               | 2                  |
| États-Unis (Billboard 200)         | 2                  |
| États-Unis (Top Rock Albums)       | 1                  |
| Finlande (Suomen virallinen lista) | 2                  |
| France (SNEP)                      | 4                  |
| Irlande (IRMA)                     | 1                  |
| Italie (FIMI)                      | 1                  |
| Norvège (VG-lista)                 | 1                  |
| Nouvelle-Zélande (RIANZ)           | 1                  |
| Pays-Bas (Mega Album Top 100)      | 1                  |
| Portugal (AFP)                     | 1                  |
| Royaume-Uni (UK Albums Chart)      | 1                  |
| Suède (Sverigetopplistan)          | 1                  |
| Suisse (Schweizer Hitparade)       | 1                  |

## Certifications
| Pays                 | Certification | Unités certifiées |
| -------------------- | ------------- | ----------------- |
| Allemagne (BVMI)     | Or            | 100 000           |
| Espagne (PROMUSICAE) | Or            | 20 000            |
| France (SNEP)        | Or            | 50 000            |
| Italie (FIMI)        | Platine       | 50 000            |
| Royaume-Uni (BPI)    | Or            | 100 000           |
| Suède (GLF)          | Or            | 15 000            |
| Suisse (IFPI)        | Or            | 10 000            |

## Critique
L'album, anticipé dès sa sortie comme un « futur classique » de Bruce Springsteen, figure parmi la liste des 666 disques incontournables selon le magazine français Rock & Folk.